# 22838 Дарсігемптон
22838 Дарсігемптон (22838 Darcyhampton) — астероїд головного поясу, відкритий 7 вересня 1999 року.
Тіссеранів параметр щодо Юпітера — 3,323.